# 8a etapa del Tour de França de 2009
La 8a etapa del Tour de França de 2009 es disputà el dissabte 11 de juliol sobre un recorregut de 176 quilòmetres entre Andorra la Vella i Sent Gironç a l'Arieja. La victòria fou per l'espanyol Luis León Sánchez, que s'imposà a l'esprint als seus companys d'escapada. Aquesta era la segona etapa de muntanya pirinenca.

## Recorregut de l'etapa
Amb sortida des d'Andorra la Vella els ciclistes ben aviat s'han d'enfrontar a la primera dificultat muntanyosa de la jornada, el port d'Envalira, de primera categoria. Una vegada creuat el Pas de la Casa el Tour torna a terres franceses. Un fort descens, de quasi dos mil metres, duu els ciclistes cap als dos primers esprints especials de la jornada, situats a Luzenac i Tarascon d'Arieja, punt en què comença la segona dificultat muntanyosa del dia, el coll de Port, de segona categoria. Sense descans, només acabar el seu descens comença la darrera de les dificultats del dia, el coll d'Agnes, de primera categoria, situat a 50 km de l'arribada de Sent Gironç. Els darrers quilòmetres són completament plans.

## Desenvolupament de l'etapa
La segona etapa pirinenca de la present edició va poder veure uns primers quilòmetres força animats, amb constants atacs durant l'ascensió al port d'Envalira i la formació de diferents grupets. Sandy Casar fou un dels més actius, marxant en solitari i sent el primer a creuar l'Envalira, amb un minut sobre el grup perseguidor. Un d'aquests atacs l'efectuà Cadel Evans, un dels principals favorits a la victòria final, cosa que va provocar la reacció de l'Astana fins al seu reintegrament al gran grup una vegada finalitzat el descens de l'Envalira.
A pocs quilòmetres del coll de Port eren 10 els ciclistes que encapçalaven la cursa: Mikel Astarloza, Fabian Cancellara, Sandy Casar, Alexander Efimkin, Joan Antoni Flecha, George Hincapie, Thor Hushovd, Mikhaïl Ignàtiev, Sébastien Rosseler i Luis León Sánchez Gil; amb un minut respecte al gran grup. Thor Hushovd, que havia lluitat pels punts dels esprints especials, i Sébastien Rosseler van ser els primers a despenjar-se dels escapats.
En l'ascens al coll d'Agnes es formà un grup de quatre al capdavant, format per Luis León Sánchez Gil, Mikel Astarloza Alexander Efimkin i Sandy Casar. Pel darrere es produí un atac per Andy Schleck, al qual s'hi afegiren tots els favorits, però no pas el líder, que arribà a perdre 40". Amb tot, finalment aconseguí reagrupar-se amb els favorits.
A quatre quilòmetres per l'arribada Efimkin atacà, però va ser agafat poc abans de l'arribada. Sandy Casar va ser el primer a llançar l'esprint a uns 400 metres de l'arribada, però seria superat per Luis León Sánchez Gil, guanyant d'aquesta manera la seva segona etapa al Tour de França, després de l'aconseguida en la setena etapa de l'edició del 2008.
El gran grup arribà a poc menys de dos minuts, encapçalat per José Joaquín Rojas, sense cap canvi important a la general. Thor Hushovd es va fer amb el mallot verd i Christophe Kern amb el de la muntanya. Durant l'etapa abandonà Óscar Pereiro, vencedor de l'edició del 2006

## Esprints intermedis
| 1r | Thor Hushovd       | 6 pts |
| 2n | George Hincapie    | 4 pts |
| 3r | Joan Antoni Flecha | 2 pts |

| 1r | Thor Hushovd      | 6 pts |
| 2n | George Hincapie   | 4 pts |
| 3r | Fabian Cancellara | 2 pts |

| 1r | Sandy Casar       | 6 pts |
| 2n | Luis León Sánchez | 4 pts |
| 3r | Mikel Astarloza   | 2 pts |

## Ports de muntanya
| 1r | Sandy Casar        | 15 pts |
| 2n | Christophe Kern    | 13 pts |
| 3r | Egoi Martinez      | 11 pts |
| 4t | Cadel Evans        | 9 pts  |
| 5è | Vladímir Iefimkin  | 8 pts  |
| 6è | David Zabriskie    | 7 pts  |
| 7è | Joan Antoni Flecha | 6 pts  |
| 8è | George Hincapie    | 5 pts  |

| 1r | Sandy Casar        | 10 pts |
| 2n | Mikhaïl Ignàtiev   | 9 pts  |
| 3r | Mikel Astarloza    | 8 pts  |
| 4t | Joan Antoni Flecha | 7 pts  |
| 5è | Fabian Cancellara  | 6 pts  |
| 6è | Vladímir Iefimkin  | 5 pts  |

| 1r | Mikel Astarloza   | 15 pts |
| 2n | Luis León Sánchez | 13 pts |
| 3r | Vladímir Iefimkin | 11 pts |
| 4t | Sandy Casar       | 9 pts  |
| 5è | George Hincapie   | 8 pts  |
| 6è | Pierre Rolland    | 7 pts  |
| 7è | Haimar Zubeldia   | 6 pts  |
| 8è | Levi Leipheimer   | 5 pts  |

## Classificació de l'etapa
|    | Ciclista           | Equip                 | Temps      |
| -- | ------------------ | --------------------- | ---------- |
| 1  | Luis León Sánchez  | Caisse d'Epargne      | 4h 31' 50" |
| 2  | Sandy Casar        | FDJ                   | m. t.      |
| 3  | Mikel Astarloza    | Euskaltel–Euskadi     | m. t.      |
| 4  | Vladímir Iefimkin  | AG2R La Mondiale      | + 3"       |
| 5  | José Joaquín Rojas | Caisse d'Epargne      | + 1' 54"   |
| 6  | Christophe Riblon  | AG2R La Mondiale      | m. t.      |
| 7  | Peter Velits       | Milram                | m. t.      |
| 8  | Sébastien Minard   | Cofidis               | m. t.      |
| 9  | Jérémy Roy         | FDJ                   | m. t.      |
| 10 | Thomas Voeckler    | Bbox Bouygues Telecom | m. t.      |

## Classificació general
|    | Ciclista              | Equip             | Temps       |
| -- | --------------------- | ----------------- | ----------- |
| 1  | Rinaldo Nocentini     | AG2R La Mondiale  | 30h 18' 16" |
| 2  | Alberto Contador      | Team Astana       | + 6"        |
| 3  | Lance Armstrong       | Team Astana       | + 8"        |
| 4  | Levi Leipheimer       | Team Astana       | + 39"       |
| 5  | Bradley Wiggins       | Garmin-Slipstream | + 46"       |
| 6  | Andreas Klöden        | Team Astana       | + 54"       |
| 7  | Tony Martin           | Team Columbia-HTC | + 1' 00"    |
| 8  | Christian Vande Velde | Garmin-Slipstream | + 1' 24"    |
| 9  | Andy Schleck          | Team Saxo Bank    | + 1' 49"    |
| 10 | Vincenzo Nibali       | Liquigas          | + 1' 54"    |

## Classificacions annexes

### Classificació per punts
| Classificació per punts | Total   |
| ----------------------- | ------- |
| Thor Hushovd            | 117 pts |
| Mark Cavendish          | 106 pts |
| Gerald Ciolek           | 66 pts  |

### Classificació de la muntanya
| Classificació de la muntanya | Total  |
| ---------------------------- | ------ |
| Christophe Kern              | 59 pts |
| Egoi Martínez                | 54 pts |
| Brice Feillu                 | 49 pts |

### Classificació del millor jove
| Classificació del millor jove | Temps       |
| ----------------------------- | ----------- |
| Tony Martin                   | 30h 19' 16" |
| Andy Schleck                  | + 49"       |
| Vincenzo Nibali               | + 54"       |

### Classificació per equips
| Classificació per equips | Total       |
| ------------------------ | ----------- |
| AG2R La Mondiale         | 89h 21' 51" |
| Team Astana              | + 3"        |
| Team Columbia-HTC        | + 04' 45"   |

### Combativitat
- Sandy Casar

## Abandonaments
- Eduard Gonzalo Ramírez
- Óscar Pereiro
- David Le Lay
- Koldo Fernández (fora de control)